# Suntar-Chajata-Gebirge
Das Suntar-Chajata-Gebirge (russisch Сунта́р-Хаята́, jakutisch Сунтаар Хайата) ist ein über 2000 m hoher Gebirgszug in Ostsibirien. 
Das Gebirge erstreckt sich über eine Länge von 450 km und besitzt Anteile in der Republik Sacha, in der Region Chabarowsk sowie in der Oblast Magadan. Im Westen geht das Gebirge in das Werchojansker Gebirge über. Nördlich der Bergkette liegt das Hochland von Oimjakon. Im Nordwesten grenzt das Suntar-Chajata-Gebirge an das Tscherskigebirge. Westlich des Suntar-Chajata-Gebirge verläuft der Gebirgszug Sette Daban. Das Gebirge liegt an der Wasserscheide zwischen dem Nordpolarmeer (mit den Flusssystemen der Lena, der Kolyma und der Indigirka) und dem Ochotskischen Meer. Höchster Berg ist der Mus Chaja mit 2959 m. Der höchste Teil der Suntar-Chajata-Gebirgskette ist vergletschert. Im Gebirge haben eine Reihe größerer Flüsse ihren Ursprung. Dazu zählt der Kolyma-Quellfluss Kulu, sowie die Indigirka-Quellflüsse Chastach und Taryn-Jurjach. Zum Lena-Nebenfluss Aldan fließen u. a. Tompo, Judoma und Allach-Jun.
Zum Ochotskischen Meer fließen u. a. Ochota, Kuchtui, Ulbeja, Inja und Jana.